# گروتن (حوزه سرشماری) ماساچوست
گروتن (به انگلیسی: Groton) یک منطقهٔ مسکونی در ایالات متحده آمریکا است که در شهرستان میدلسکس، ماساچوست واقع شده‌است. گروتن ۴٫۴ کیلومتر مربع مساحت و ۱٬۱۲۴ نفر جمعیت دارد و ۱۰۱ متر بالاتر از سطح دریا واقع شده‌است.